# 愛泳魮脂鯉
愛泳魮脂鯉，為輻鰭魚綱脂鯉目脂鯉亞目脂鯉科的其中一個種，為熱帶淡水魚，分布於南美洲的阿拉瓜亚河流域，體長可達2～3公分，棲息底中層水域，生活習性不明，可作為觀賞魚。

## 扩展阅读
- 維基物種上的相關：愛泳魮脂鯉